# Stadsbrand van Rotterdam
De stadsbrand van 1563 behoort tot de grootste branden die Rotterdam geteisterd hebben.
Bij deze brand op 10 juli 1563 werd het gehele oosten van Rotterdam in de as gelegd. Onder andere ging het in 1444 gebouwde Predikherenklooster aan de Hoogstraat verloren.

## Voetnoten
1. ↑  Beschrijving van de stadsbrand